# Krakow am See
Krakow am See ist eine Stadt im Süden des Landkreises Rostock in Mecklenburg-Vorpommern. Sie ist Sitz des Amtes Krakow am See, dem vier weitere Gemeinden angehören. Seit dem Jahr 2000 ist Krakow staatlich anerkannter Luftkurort. Krakow bildet für seine Umgebung ein Grundzentrum.

## Geographie

### Geographische Lage
Die Stadt liegt nördlich der Mecklenburgischen Seenplatte am Nordwestufer des stark gegliederten, buchten- und inselreichen Krakower Sees, dessen Fläche zu etwa 80 % zum Stadtgebiet gehört. Der Südteil des Krakower Sees sowie weitere Seen (u. a. Alter Dorfsee, Bossower See, Derliener See, Langsee und Schwarzer See) sind Teil des Naturparks Nossentiner/Schwinzer Heide. Krakow am See liegt etwa 18 Kilometer südlich der Kreisstadt Güstrow.
Nachbargemeinden (im Uhrzeigersinn, von Norden beginnend) sind: Mühl Rosin, Hoppenrade, Kuchelmiß, Dobbin-Linstow, Plau am See, Neu Poserin, Dobbertin, Reimershagen und Zehna.

### Stadtgliederung
Zu Krakow am See gehören folgende Ortsteile:
|                                                               |                                                              |  |
| - Alt Sammit - Bellin - Bossow - Charlottenthal - Groß Grabow | - Klein Grabow - Marienhof - Möllen - Neu Sammit - Steinbeck |  |

## Geschichte

### Geschichte der Stadt

#### Mittelalter und Frühe Neuzeit
Krakow am See, eine altmecklenburgische Landstadt, wurde am 21. Mai 1298 erstmals urkundlich erwähnt. Der Name ist slawischen Ursprungs, könnte „Ort der Krähen“ bedeuten oder von krk („Hals“) abgeleitet sein, bezogen auf die Form des Krakower Sees. Die Stadt war im Mittelalter der Sitz der Fürstenlinie Werle-Güstrow und mitunter Tagungsort der mecklenburgischen Landesfürsten. An die ehemalige Burg erinnert heute nur noch der Name „Burgplatz“ in Krakow. 1325 kam es hier zum ersten Hostienschändungsprozess in Mecklenburg, als Fürst Johann II. mehrere ansässige Juden rädern ließ. Eine Kapelle entstand dort und zog Pilger an. Der Berg, an dem dies geschah, heißt heute „Jörnberg“ (von „Judenberg“).
Ab 1436 zu Mecklenburg gehörig, wurde Krakow landtagsfähig im Lande und war eine der Städte im Wendischen Kreis, die bis 1918 auf mecklenburgischen Landtagen der 1523 vereinten Landstände vertreten waren. Die Einwohner Krakows lebten von Handel, Handwerk, Gewerbe, Fischerei, Landwirtschaft und der Wollweberei. Die Stadt erlebte mehrere Großbrände, zuletzt 1759. Die heutige Stadtanlage lässt kaum Strukturen aus der Zeit von vor diesem Ereignis erkennen.

#### 19. Jahrhundert

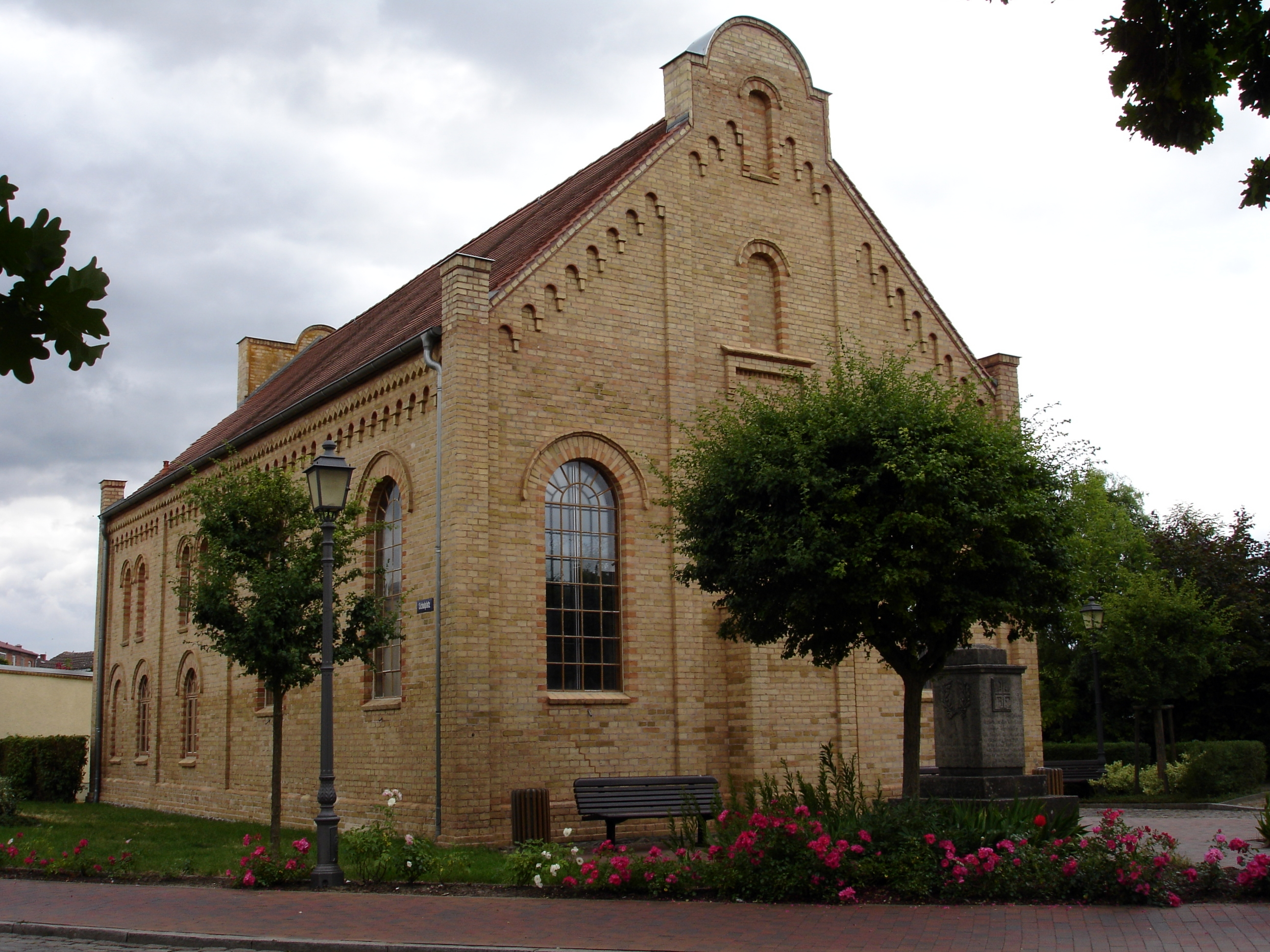
Synagoge

1821 wurde ein jüdischer Friedhof angelegt, auf dem die letzte Beisetzung 1936 stattfand. Er ist beim Novemberpogrom 1938 beschädigt und 1950 wieder hergerichtet worden. 1866 errichtete die jüdische Gemeinde von Krakow eine Synagoge am Schulplatz. Sie gehört zu den wenigen jüdischen Gotteshäusern in Mecklenburg, die die Zerstörung von 1938 überstanden. Der Grund war, dass sie bereits 1920 an die Stadt verkauft worden war, die sie dem Arbeiterturn- und Sportbund „Fichte“ als Turnhalle zur Verfügung stellte, die bis 1986 genutzt wurde. Seit 1986 wird sie als Kulturhaus bzw. als Krakow-am-See-Information genutzt.
1842 wurde auf dem Mühlenberg eine Holländerwindmühle errichtet, die 1975 nach einem Blitzschlag abbrannte. 1874 gründete sich eine Freiwillige Feuerwehr. 1875 entstand das Rathaus am Markt, und 1882 erhielt Krakow Eisenbahnanschluss an Güstrow und Plau.

#### 20. und 21. Jahrhundert
1905 erfolgte die Eröffnung einer ersten Badeanstalt unterhalb des Jörnbergs, die 1935 an ihren heutigen Standort etwas südlicher verlegt wurde. 1908 eröffnete das Kurhaus Schützenhof (heute Seehotel). Auf dem Lehmwerder wurde 1910 ein Gedenkstein für Fritz Reuter gesetzt.
1935 erhielt die Stadt Krakow den heutigen Namen Krakow am See. 1939 erklärte man den Krakower Obersee zum Naturschutzgebiet.
Während des Zweiten Weltkrieges bestand von 1943 bis 1945 am Altdorfer See ein KZ-Außenlager des KZ Ravensbrück, in dem 150 bis 200 weibliche Häftlinge lebten, die in den Getreidehallen Zwangsarbeit bei der Produktion von Flugzeugteilen für die Rostocker Heinkelwerke verrichten mussten. Von 1945 bis 1946 dienten der Ehmk- und Lehmwerder als sowjetisches Gefangenenlager, auf dem Gebiet um den Jörnberg waren bis zu 12000 Menschen untergebracht.
Von 1952 bis 2011 gehörte Krakow am See zum Kreis Güstrow (bis 1990 im DDR-Bezirk Schwerin, danach im Land Mecklenburg-Vorpommern). Seit der Kreisgebietsreform 2011 liegt die Stadt im Landkreis Rostock.
Von 1955 bis 1958 entstanden die Bootshäuser am Krakower Stadtsee. 1956 wurde Krakow am See durch Beschluss des Rates des Kreises Güstrow zum Kurort. Nach dem Ende der DDR wurde ab 1991 der historische Stadtkern im Rahmen der Städtebauförderung saniert. Seit 2000 ist Krakow am See „Staatlich anerkannter Luftkurort“.

### Geschichte der Ortsteile

#### Bellin

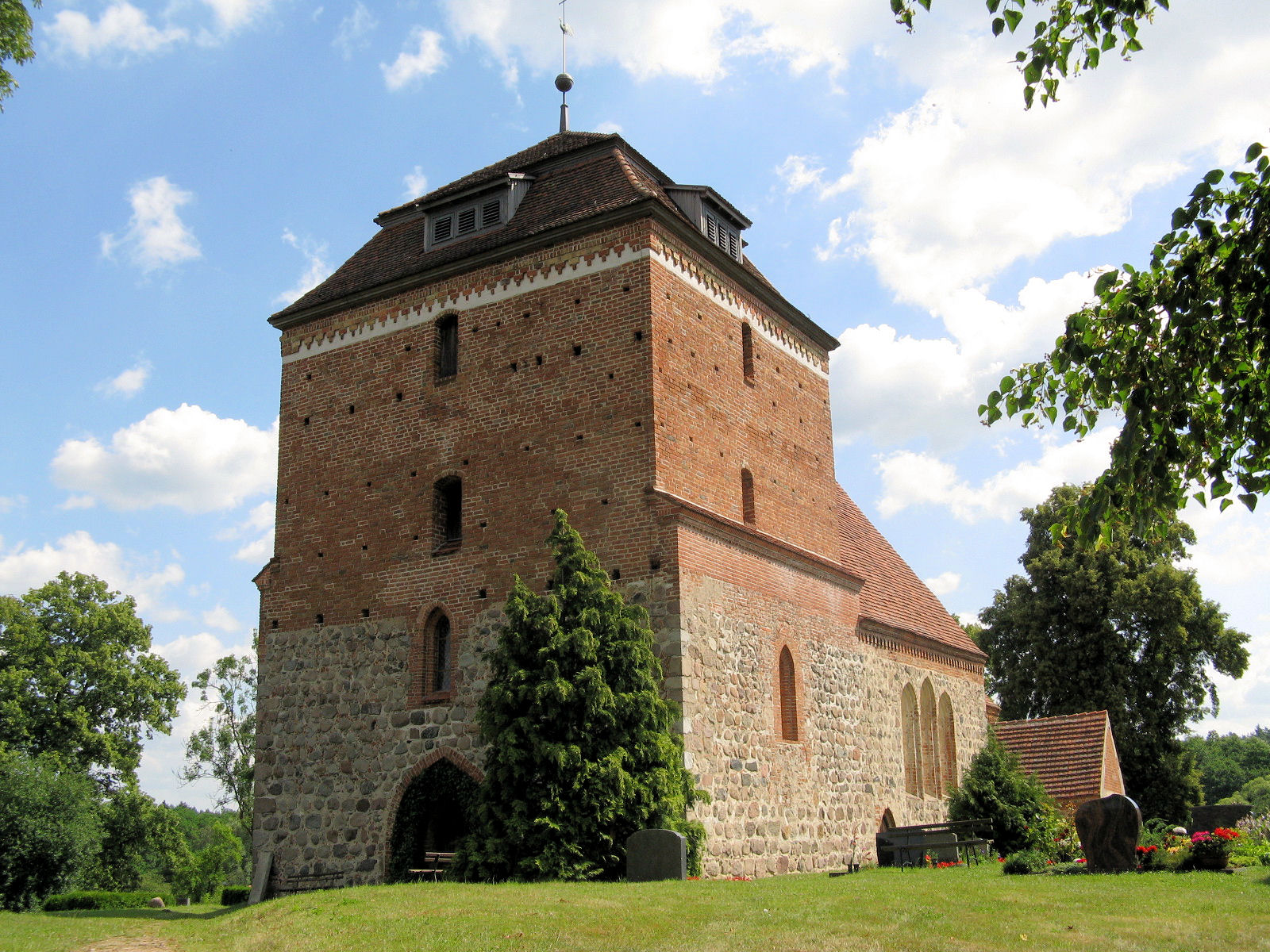
Dorfkirche Bellin

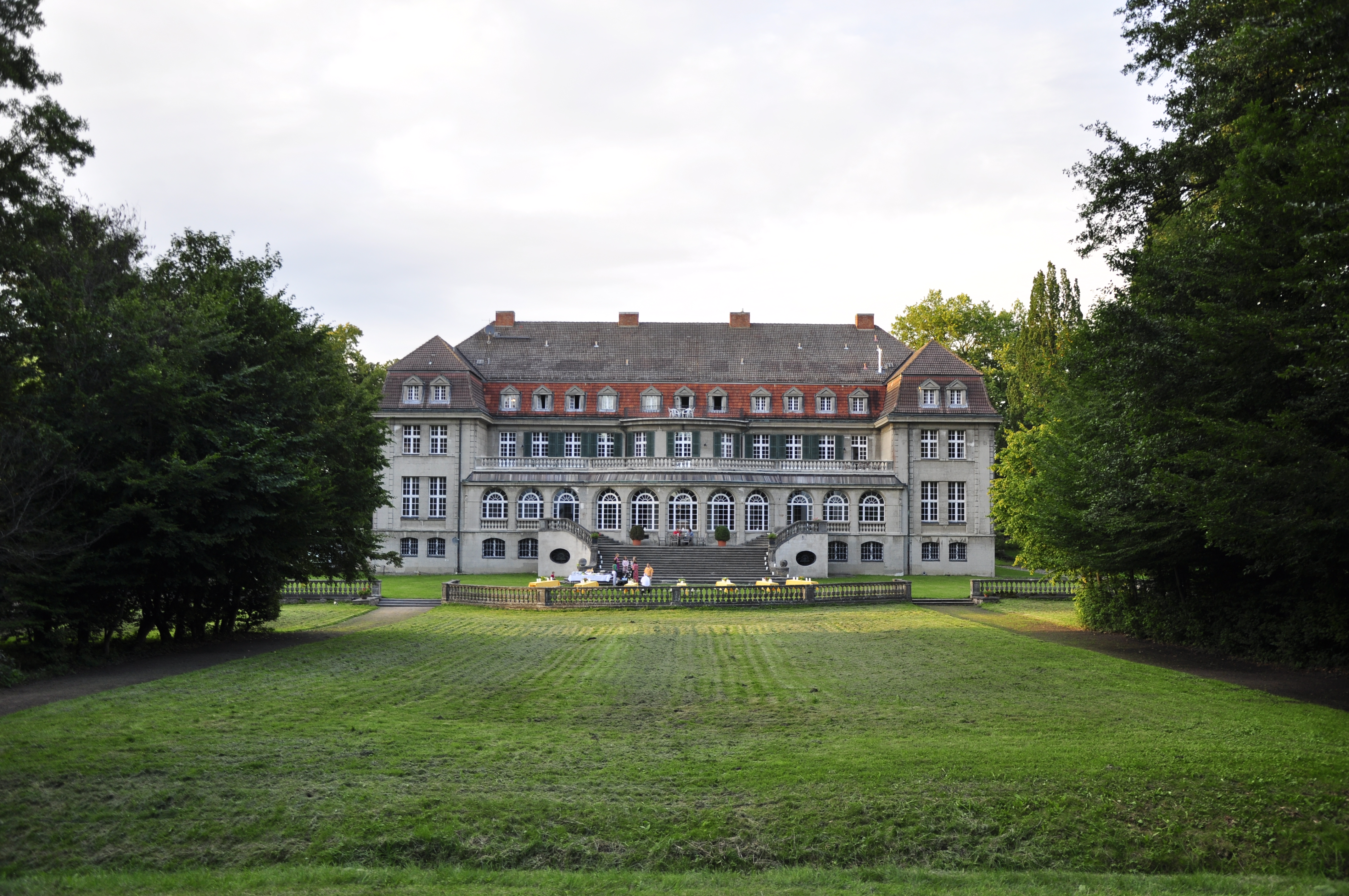
Schloss Bellin

In Bellin befindet sich die spätromanische um 1230 erbaute Dorfkirche Bellin mit einem steinernen Sarkophag, einem Taufsteinbecken, Schnitzfiguren sowie Wand- und Deckenmalereien, sie hat außerdem eine hervorragende Akustik. Das Jagdschloss Bellin wurde für den Hamburger Reeder Henry B. Sloman erbaut. Die Familie Sloman wurde 1945 enteignet und erwarb das Anwesen nach der Wiedervereinigung 1990 zurück.
In den 1980er Jahren befanden sich Kinder aus Südwestafrika, die von der SWAPO in die DDR vermittelt wurden, in einem Kinderheim in Bellin. Vor der Rückführung nach Namibia, das im März 1990 unabhängig geworden war, waren 134 Kinder im Vorschulalter in Bellin. Der Rücktransport im August 1990 erfolgte auf der Grundlage eines Regierungsabkommens zwischen der neuen DDR-Regierung und Namibia.

#### Charlottenthal

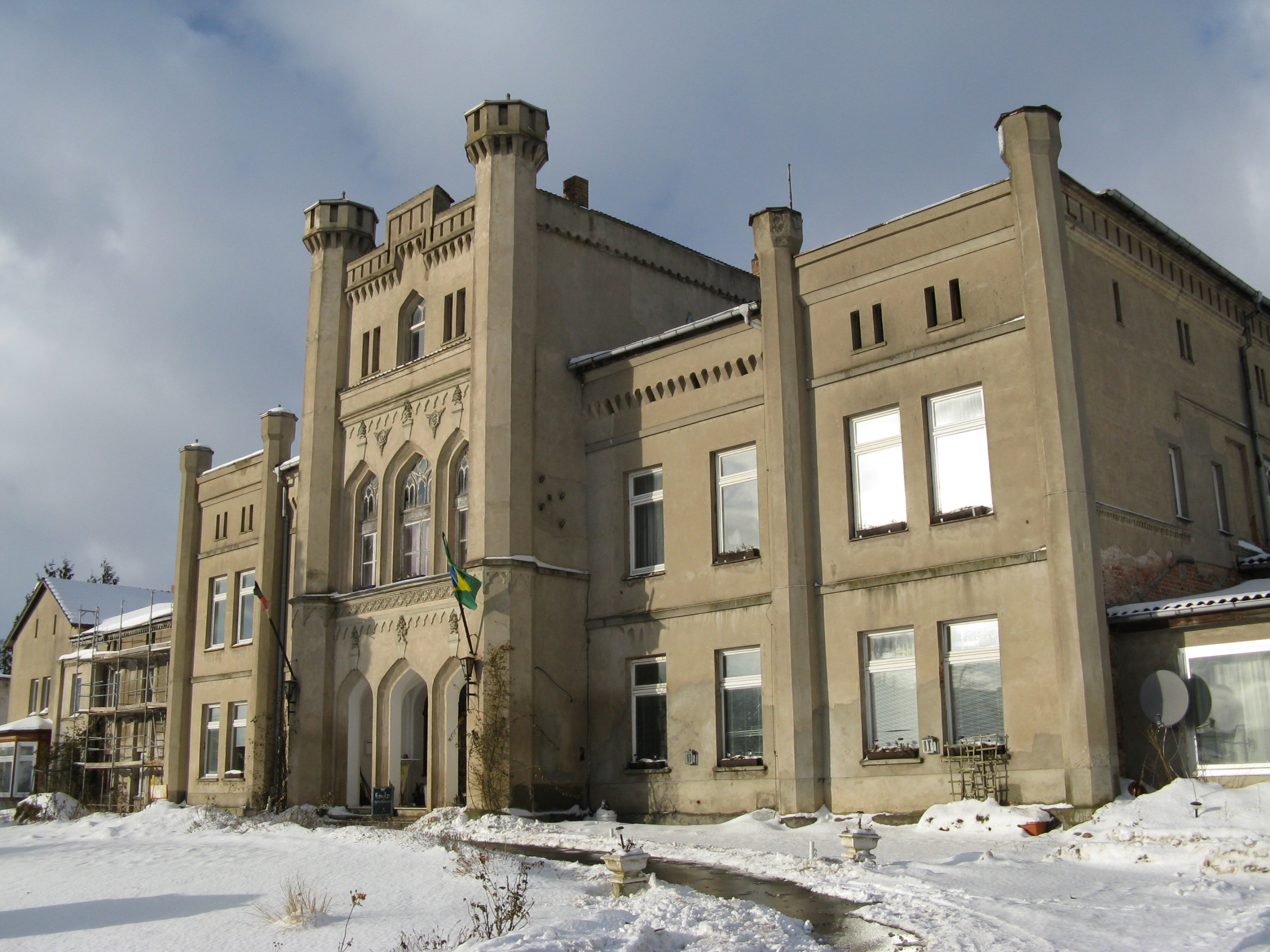
Ehemaliges Gutshaus Charlottenthal

1843 wurde hier ein Herrenhaus im Stil der Tudorgotik von Baumeister Theodor Krüger für die Familie Engel errichtet. Ab 1898 war das Anwesen ein Gestüt des Generals von Schmidt-Pauli. Nach 1945 wurde das Gebäude bis 1998 zu Wohnzwecken genutzt. Seit 2005 befand sich dort ein brasilianisches Steak-Haus. Bei einem Brand in der Nacht auf den 11. April 2016 wurden große Teile des Gebäudes zerstört. Die Südfassade ist noch weitestgehend erhalten.

#### Grüner Jäger
Im Süden des heutigen Stadtgebiets, an der Grenze mehrerer Forstgebiete und Landstraßen, entwickelte sich nach der Errichtung eines Kruges der Grenzort Grüner Jäger, dessen Bedeutung mit dem Bau befestigter Straßen und der Eisenbahnlinie jedoch in der zweiten Hälfte des 19. Jahrhunderts abnahm und 1945 wüst fiel.

#### Marienhof
Marienthal wurde erstmals 1807 im Mecklenburgischen Staatskalender genannt als eine „Pertinenz“ (Nebengut) des Landgutes Bellin. Die Umbenennung in Marienhof erfolgte 1822. Das Gut gehörte unter anderem den Familien von der Osten-Sacken (ab 1806), von Behr (ab 1850) und Bronsart von Schellendorff (ab 1877). Es wurde in den 1930er Jahren aufgesiedelt. Das Herrenhaus Marienhof entstand um 1880, war nach 1945 im Eigentum der Gemeinde und wurde nach 1995 zu einem Hotel und Veranstaltungsort umgebaut.

### Eingemeindungen
Alt Sammit, Bossow und Möllen wurden am 1. Juli 1950 eingemeindet. Charlottental kam am 1. Januar 2002 hinzu. Bellin folgte am 1. Januar 2005.

## Bevölkerung
| Jahr | Einwohner |
| ---- | --------- |
| 1990 | 3495      |
| 1995 | 3200      |
| 2000 | 3111      |
| 2005 | 3626      |
| 2010 | 3294      |
| 2015 | 3509      |

| Jahr | Einwohner |
| ---- | --------- |
| 2020 | 3412      |
| 2021 | 3422      |
| 2022 | 3442      |
| 2023 | 3443      |

Stand: 31. Dezember des jeweiligen Jahres
Der Bevölkerungsanstieg zwischen 2000 und 2005 ist auf die Eingemeindungen von Charlottenthal und Bellin zurückzuführen.

## Politik

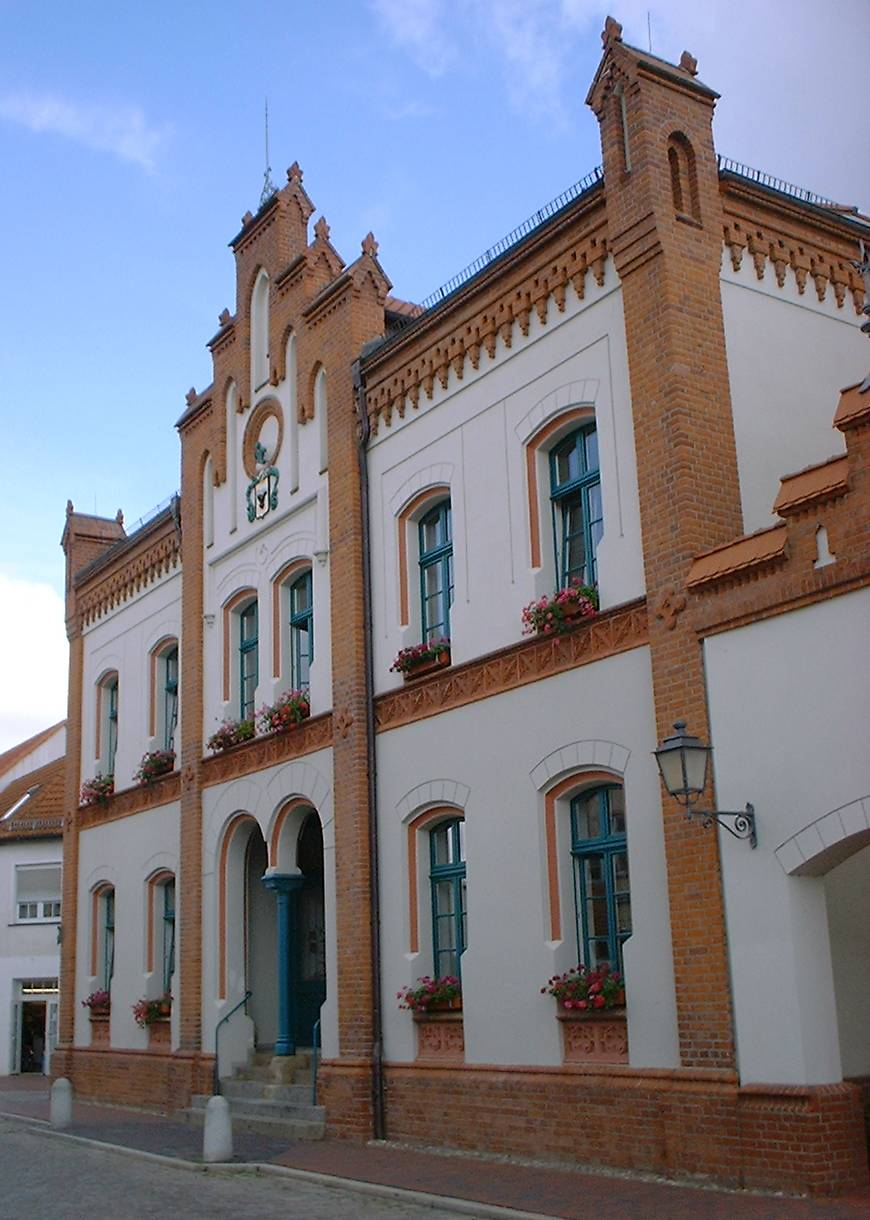
Rathaus

### Stadtvertretung
Die Stadtvertretung von Krakow am See besteht aus 14 Mitgliedern. Die Kommunalwahl am 9. Juni 2024 führte bei einer Wahlbeteiligung von 68,5 % zu folgendem Ergebnis:
| Partei / Wählergruppe                   | Stimmenanteil 2019 | Sitze 2019 |  | Stimmenanteil 2024 | Sitze 2024 |
| --------------------------------------- | ------------------ | ---------- |  | ------------------ | ---------- |
| CDU                                     | 30,0 %             | 4          |  | 27,3 %             | 4          |
| SPD                                     | 22,6 %             | 3          |  | 19,8 %             | 3          |
| Unabhängige Wähler Krakow am See (UWK)  | 09,3 %             | 2          |  | 18,3 %             | 3          |
| Einzelbewerber Hilmar Fischer           | 06,3 %             | 1          |  | 10,0 %             | 1          |
| Die Linke                               | 16,2 %             | 2          |  | 09,6 %             | 1          |
| Heimatverein Charlottenthal             | 10,5 %             | 2          |  | 07,3 %             | 1          |
| Einzelbewerber Stephan Muske            | –                  | –          |  | 03,0 %             | 1          |
| Einzelbewerberin Franziska Frischgesell | –                  | –          |  | 02,4 %             | –          |
| FDP                                     | 02,2 %             | –          |  | 02,3 %             | –          |
| Einzelbewerber Karl-Heinz Kleinpeter    | 01,4 %             | –          |  | –                  | –          |
| Einzelbewerber Axel Pfannenschmidt      | 00,9 %             | –          |  | –                  | –          |
| Einzelbewerber Martin Dutz              | 00,5 %             | –          |  | –                  | –          |
| Insgesamt                               | 100 %              | 14         |  | 100 %              | 14         |

### Bürgermeister
Seit dem 16. Jahrhundert hat Krakow einen Bürgermeister.
- 1968–1980: Günter Klemmer (SED)
- 1980–1990: Dieter Fischer (SED)
- 1990–1991: Dieter Lehnert (CDU)
- 1991–1994: Horst Erny (CSU)
- 1994–2019: Wolfgang Geistert (parteilos)
- 2019–2024: Jörg Oppitz (Heimatverein Charlottenthal)
- seit 2024: Dirk Rojahn (Unabhängige Wähler Krakow am Se)

Jörg Oppitz wurde in der Bürgermeisterstichwahl am 16. Juni 2019 mit 68 Prozent der gültigen Stimmen gewählt. Bei der Bürgermeisterstichwahl am 23. Juni 2024 wurde Rojahn mit 59,0 % der gültigen Stimmen zu seinem Nachfolger gewählt. Seine Amtsdauer beträgt fünf Jahre.

### Wappen
| Wappen der Stadt Krakow am See | Blasonierung: „In Gold ein hersehender, golden gekrönter schwarzer Stierkopf mit geschlossenem Maul, ausgeschlagener roter Zunge und silbernen Hörnern.“ |
| Wappen der Stadt Krakow am See | Wappenbegründung: Das Wappen ist in der jetzigen Form im April 1858 festgelegt worden. Es erinnert mit dem für die Werler Linie des mecklenburgischen Fürstenhauses typischen Stierkopf an den Herrn zu Werle als Stadtgründer und Stadtherrn von Krakow. Das Wappen wurde 1998 im Zuge der Flaggengenehmigung von dem Schweriner Heraldiker Heinz Kippnick neu gezeichnet, am 10. April 1858 vom Großherzog Friedrich Franz II. von Mecklenburg-Schwerin festgelegt und unter der Nr. 157 der Wappenrolle des Landes Mecklenburg-Vorpommern registriert. |

Historisches Wappen
| Wappen der Stadt Krakow am See 1940–1945 | Blasonierung: „Geteilt; oben in Rot ein wachsendes goldenes Hakenkreuz, unten in Blau zwei silberne Fische übereinander.“ |
| Wappen der Stadt Krakow am See 1940–1945 | Wappenbegründung: Das Wappen verlor schon bald nach dem Ende des II. Weltkrieges seine Gültigkeit. Das Wappen wurde vom Heraldiker Hans Herbert Schweitzer gestaltet und am 2. September 1940 durch den Reichsstatthalter in Mecklenburg verliehen. |

### Flagge
Die Flagge wurde von dem Schweriner Heraldiker Heinz Kippnick gestaltet und am 8. Mai 1998 durch das Ministerium des Innern genehmigt.
Die Flagge ist Schwarz - Gelb (1:1) längs gestreift. In der Mitte des Flaggentuchs liegt, auf jeweils zwei Drittel der Höhe des schwarzen und des gelben Streifens übergreifend, das Stadtwappen. Die Höhe des Flaggentuchs verhält sich zur Länge wie 3:5.

### Dienstsiegel
Das Dienstsiegel zeigt das Wappen der Stadt mit der Umschrift STADT KRAKOW AM SEE.

### Städtepartnerschaft
- Ujście, Polen, seit 1996

## Sehenswürdigkeiten

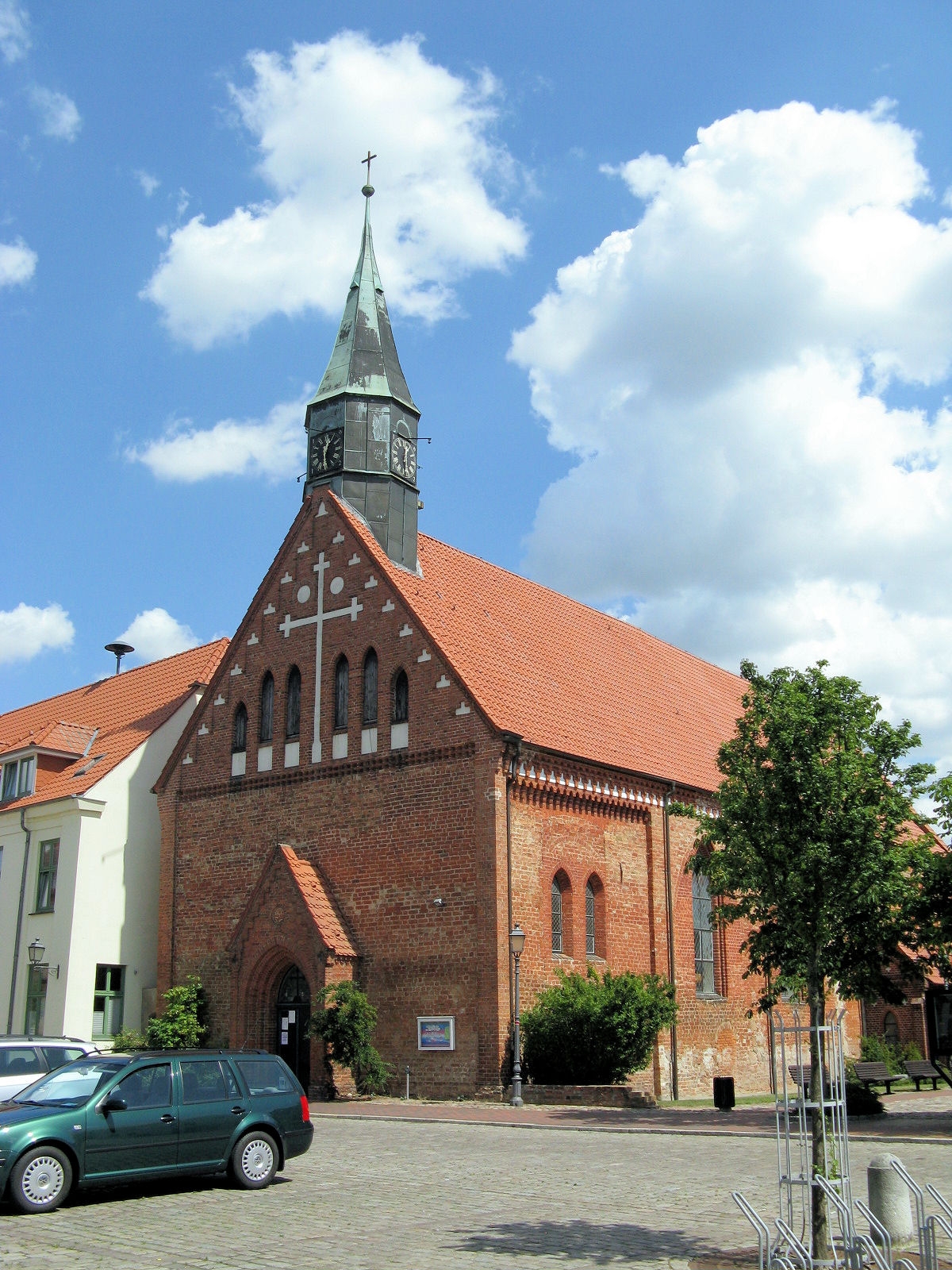
Stadtkirche

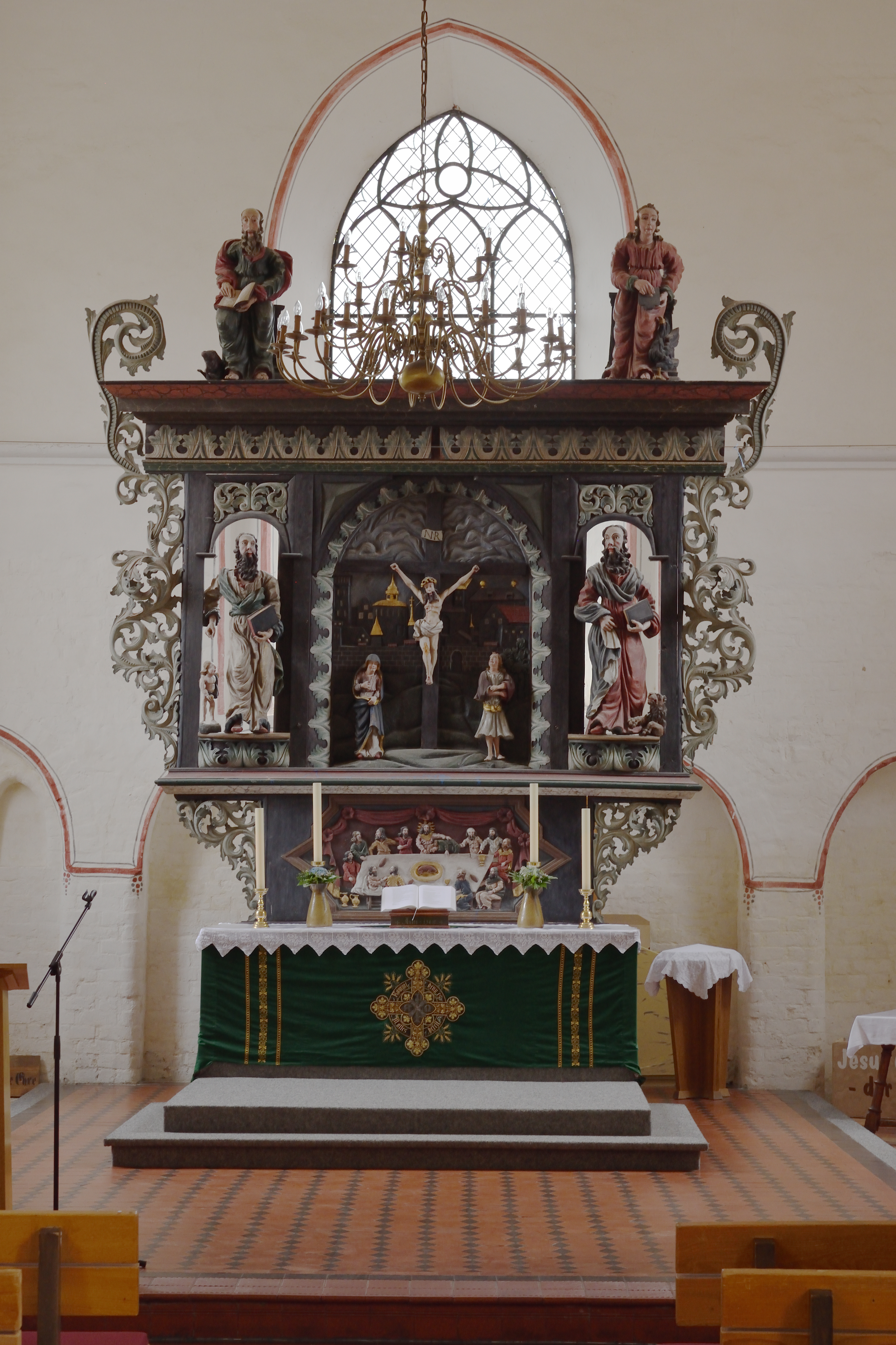
Altar der Stadtkirche

- Stadtkirche, Backsteinbau im romanisch-gotischen Übergangsstil aus dem 13. Jahrhundert, später mehrfach umgestaltet, mit geschnitztem hölzernen Altarretabel und mit Schnitzwerk verzierter hölzerner Predigtkanzel
- Rathaus, neugotischer Bau von 1875
- Alte Schule mit Buchdruckmuseum und Schauwerkstatt, Heimatstube sowie Stadtbibliothek
- Synagoge von 1866, vom Kulturverein „Alte Synagoge“ Krakow am See genutzt
- Jüdischer Friedhof, 1821 angelegt, 1947–1950 und 2003–2006 instand gesetzt
- Nebel-Durchbruchstal nordöstlich von Krakow am See
- Naturschutzgebiet Krakower Obersee (Südteil des Krakower Sees)
- Aussichtsturm auf dem Jörnberg, 1897 als hölzerner Turm errichtet, an seiner Stelle wurde 1907 ein Bismarckturm in Stahlbeton gebaut,[22] bei Kriegsende 1945 gesprengt, seit 1995 neuer Turm, Höhe 27,7 m[23]

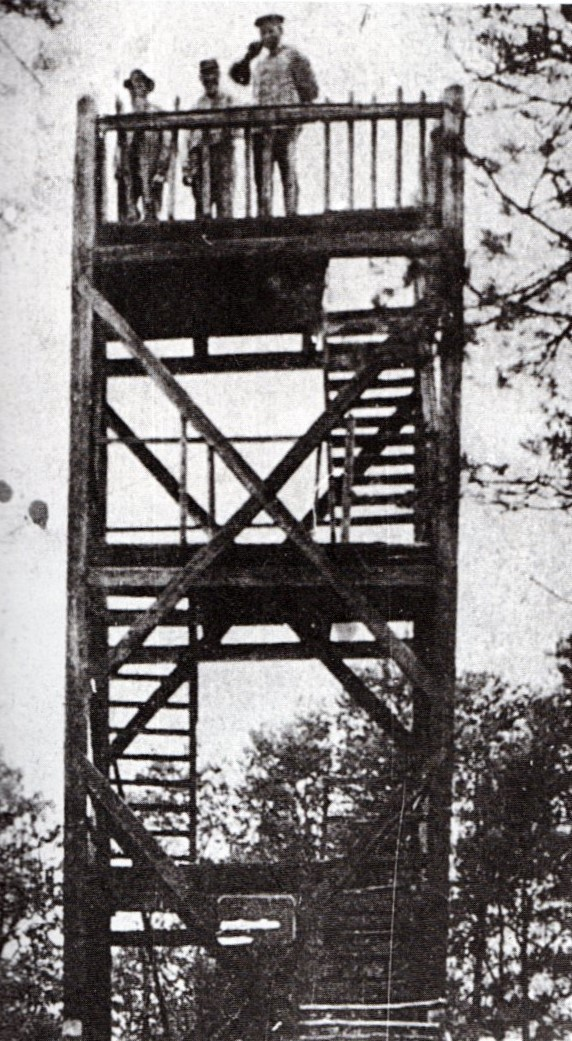
Holzturm
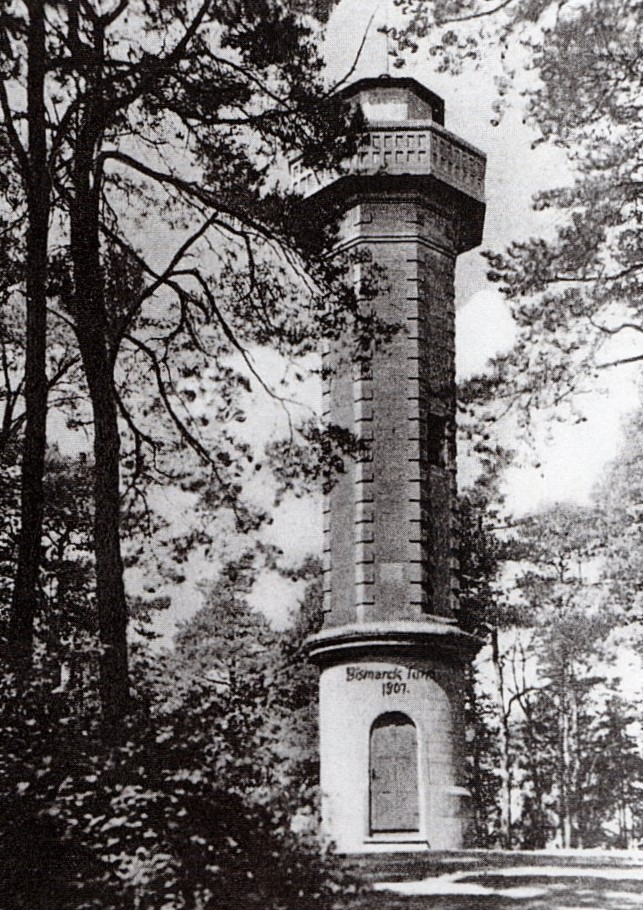
Bismarckturm
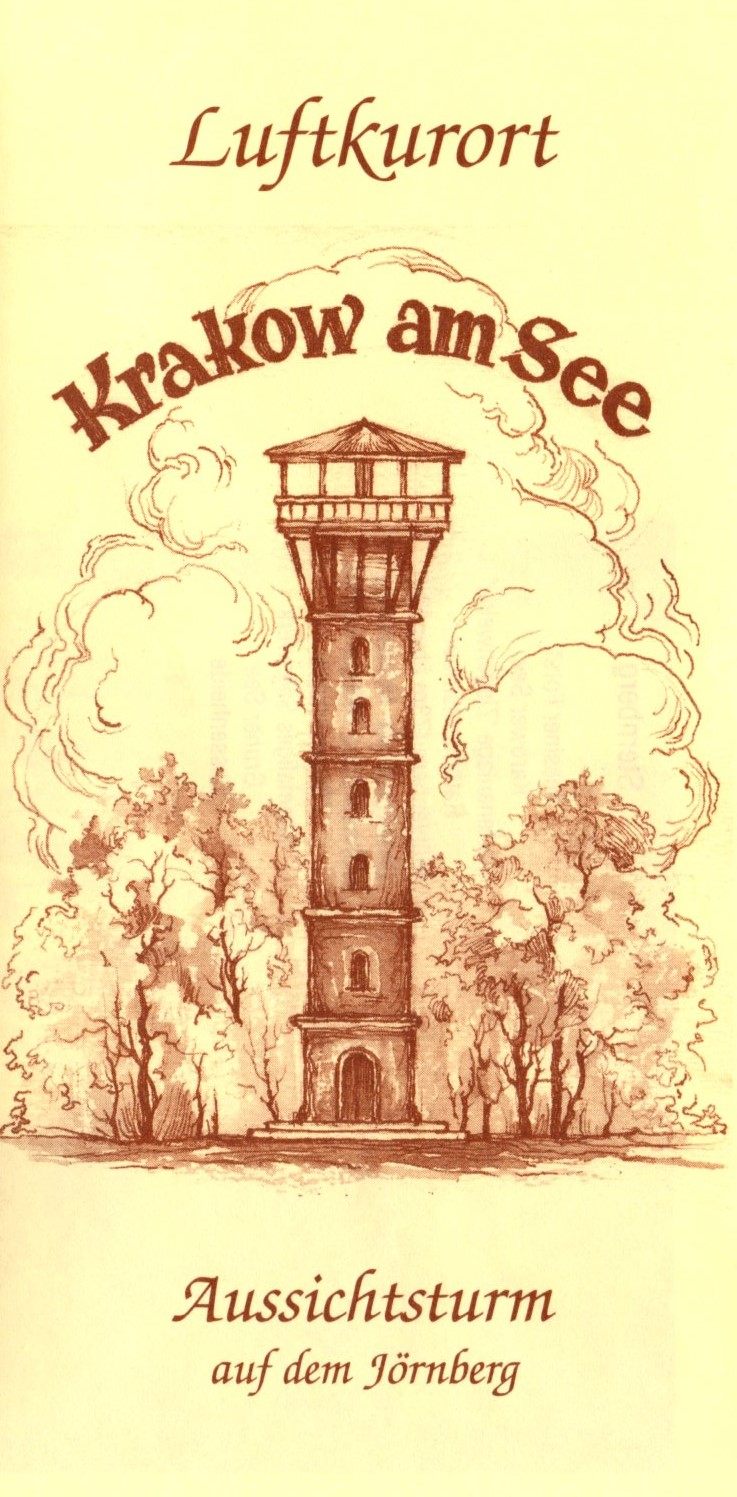
Heutiger Turm
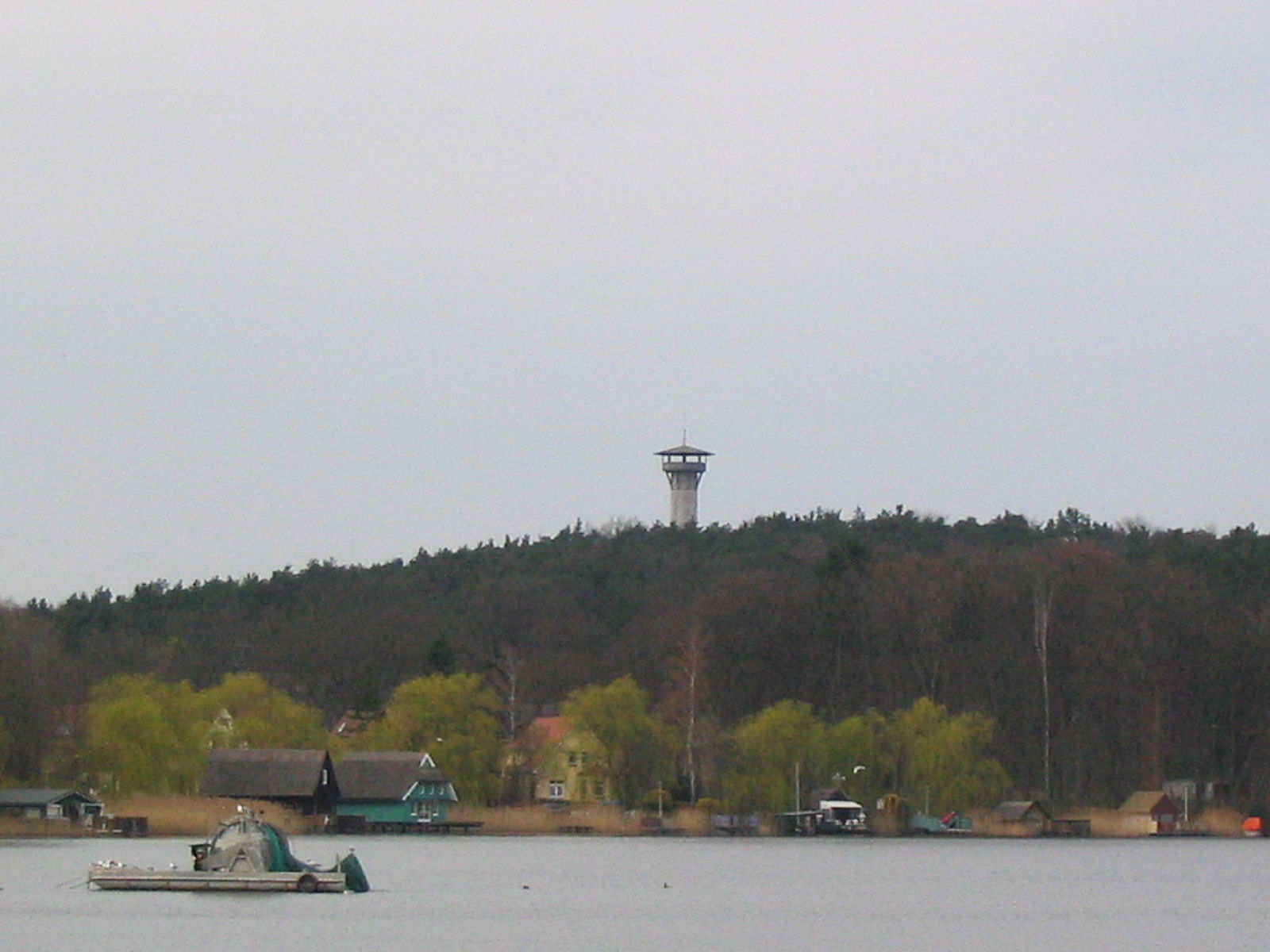
Blick vom Krakower See

Ortsteile
- Dorfkirche Alt Sammit, spätgotischer Bau aus der zweiten Hälfte des 15. Jahrhunderts
- Herrenhaus Alt Sammit von 1859 nach Plänen von Heinrich Thormann
- Dorfkirche Bellin, spätromanische Feldsteinkirche von um 1230
- Jagdschloss Bellin, klassizistischer Bau von 1912, heute Hotel
- Baumkreis bei Bellin
- Mühlenmuseum in der Wassermühle Kuchelmiß
- Turmhügel Groß Grabow
- Gutshaus Groß Grabow, Barockbau aus dem 17./18. Jahrhundert
- Herrenhaus Marienhof, neogotischer Stil von um 1880, heute Hotel

## Wirtschaft und Infrastruktur

### Wirtschaft
Kleinere Betriebe der Holz- und Metallverarbeitung sowie Bau- und andere Handwerksbetriebe bestimmen das Wirtschaftsleben von Krakow am See. Im Ortsteil Möllen wurde ein neues Gewerbegebiet angelegt.
Der Tourismus hat in Krakow am See eine lange Tradition. Anfang des 20. Jahrhunderts entstand mit Badeanstalt, Aussichtsturm und Kursaal eine für die damalige Zeit typische Bäderinfrastruktur. In der DDR betrieben dank der guten Bahnanbindung viele Betriebe und Behörden Erholungsheime und Ferienhäuser für ihre Mitarbeiter. Nach der Wiedervereinigung gingen die Unterkünfte in private Hand über. Heute spielt der Fremdenverkehr eine wirtschaftlich wichtige Rolle für die Stadt. Wegen der Lage im Seengebiet stehen Hotels, Pensionen, Ferienhäuser und ein Campingplatz zur Verfügung.
Das Restaurant Ich weiß ein Haus am See trägt seit 1996 einen Michelinstern.

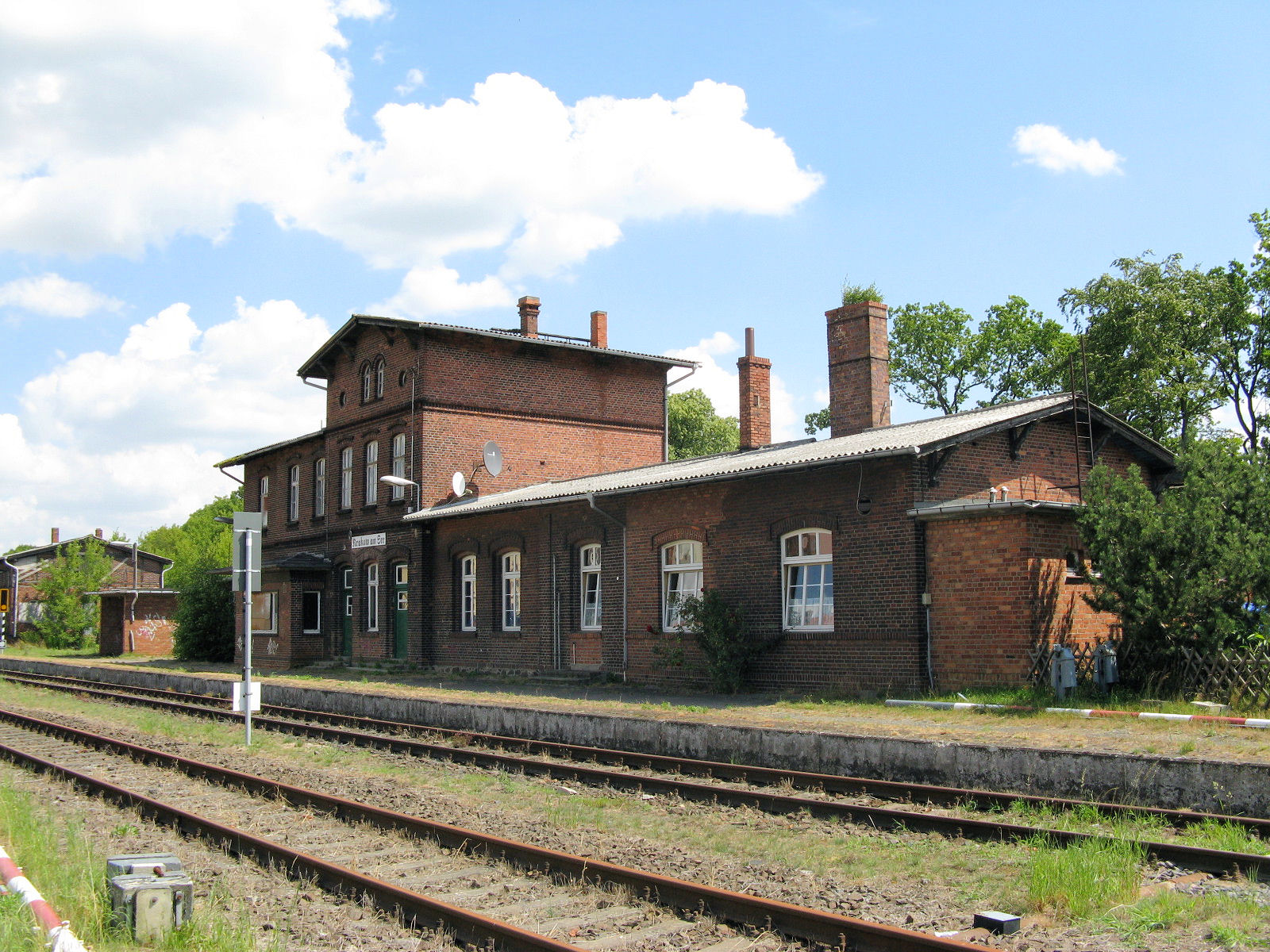
Bahnhof Krakow am See

### Verkehr
Durch die Stadt führt die Landesstraße L 37 (bis Ende 2015 als B 103) von Güstrow nach Karow. Die L 11 führt zur acht Kilometer entfernten Autobahnanschlussstelle Krakow am See an der A 19 (Berlin–Rostock) und weiter nach Teterow.
Die Stadt verfügt über keinen Bahnanschluss. Der Personenverkehr auf der Bahnstrecke Güstrow–Meyenburg mit dem Bahnhof Krakow am See (Meckl) wurde 2004 eingestellt. Der nächstgelegene Bahnhof ist Güstrow.

### Bildung
- Naturpark-Schule, Regionale Schule mit Grundschule, Dobbiner Chaussee 7

## Persönlichkeiten

### Ehrenbürger
- 1998: Bruno Hellmich (1921–2007), Lehrer in Krakow am See, Maler[25]
- 2010: Wolfgang Neubauer (1935–2013), Lehrer in Krakow am See, Umwelt- und Naturschützer[26]

### Söhne und Töchter der Stadt
- Wilhelm Conradi (1816–1904), Pädagoge, Organist und Komponist
- Joseph Nathan (1869–1927), Heimatdichter[27]
- Werner Sporleder (1876–1943), Verwaltungsjurist, geboren in Steinbeck
- Fritz Behn (1878–1970), Bildhauer, geboren in Klein Grabow
- Hugo Fetting (1923–2020), Theaterwissenschaftler, geboren in Marienhof
- Hans Dieter Mäde (1930–2009), Theaterregisseur und -intendant, Generaldirektor der DEFA
- Christa Luft (* 1938), Politikerin (SED/PDS)
- Christina Gansel (* 1957), Linguistin
- Ansgar Thim (* 1957), Generalvikar des Erzbistums Hamburg
- Andreas Reinke (* 1969), Fußballtorwart

### Mit Krakow am See verbundene Persönlichkeiten
- Walther Bronsart von Schellendorff (1833–1914), preußischer General und Kriegsminister, Besitzer des Gutes Marienhof
- Fritz Dettmann (1880–1965), Unternehmer in Krakow am See
- Christian Beckmann (* 1943), Politiker (CDU), Stadtverordneter in Krakow am See